# Za Lasem (Jamy)
Za Lasem – część wsi Jamy w Polsce, położona w województwie podkarpackim, w powiecie mieleckim, w gminie Wadowice Górne.
W latach 1975–1998 Za Lasem należało administracyjnie do województwa tarnowskiego.